# Вчера (филм)
„Вчера“ е български игрален филм (драма) от 1987 година на режисьора Иван Андонов. Сценарият на Владо Даверов се основава на неговия едноименен роман с автобиографични елементи.
Филмът разказва за учениците от елитна гимназия-пансион в края на 60-те години на XX век. Най-известната сцена от филма става полагането на кръвната клетва. Тя популяризира песента „Клетва“, която малко след прожекцията на филма започва да се изпълнява от абитуриентите. Песента, както и останалата музика във филма, е композирана от Кирил Маричков, а текстът е на Даверов.
Премиерата на „Вчера“ се състои на 25 януари 1988 година. Държавната комисия го поставя във втора категория и определя като кичозен, но филмът предизвиква положителни отзиви от критиците и зрителите. Получава „Наградата на публиката“ във Варна, „Наградата за сценарий“ на СБФД (1988), „Голямата награда“ в Санремо и „Награда за най-добра режисура“ на МКФ за детско-юношески филми в Москва (1989). В резултат на това, цензурата го премества в първа, а след това – и в международна категория. 
През 2009 година издателство „Сиела" публикува продължение на романа – „Prime Time". През 2015 година „Вчера“ е определен за четвъртия най-велик български филм на столетието след гласуването на зрители в класацията „Лачените обувки на българското кино“ на БНТ. По същото време е заснет „филм за филма“.

## Сюжет
Краят на 60-те години на XX век. Дана (София Кузева), дъщеря на дипломат в Лондон, се завръща в България и е настанена в пансион на езикова гимназия, в която учат предимно деца на висши партийни функционери. Иван (Христо Шопов) е син на човек на върхушката и дори по-сериозните провинения са му простени, докато Ростислав (Георги Стайков) е приет в училището само заради способностите си и при най-малката грешка може да бъде преместен. Съученичката им Марина (Светла Тодорова) е момиче, което обича интриги и въвличането на други в тях. Учениците се увличат с музиката на „Бийтълс“. Господин Найденов (Стоян Алексиев) кани Иван да изпълни ролята на Холдън Колфийлд в театрална постановка на романа „Спасителят в ръжта“.
Младите хора се вълнуват от вечните теми за справедливостта, любовта и приятелството – хуманни идеи, които поставят под съмнение тоталитарната идеология. В същото време в училището се разследва бременността на ученичка Верка и преподавателите са изнервени. Към края на филма бащата на Дана я отвежда от училище, а Ростислав потъва в течението. Учениците полагат кръвната клетва за вярност, когато порязват вените си.

## Състав

### Актьорски състав
- Полето „Роля“ е празно в случаите, когато името на персонажа не се споменава във филма.

| Роля                                                              | Изпълнител                          |
| ----------------------------------------------------------------- | ----------------------------------- |
| Иван (по книгата „Prime Time" – Иван Иванов)                      | Христо Шопов                        |
| Ростислав                                                         | Георги Стайков                      |
| Дана                                                              | София Кузева                        |
| Марина                                                            | Светла Тодорова                     |
| Директорът Цончев                                                 | Георги Русев                        |
| Баръмов                                                           | Никола Рударов                      |
| Найденов                                                          | Стоян Алексиев                      |
| Инспекторът                                                       | Красимир Ранков                     |
| учителката Бицевска                                               | Мария Стефанова                     |
| Учителят по физкултура Парасков                                   | Павел Поппандов                     |
| Костов                                                            | Чочо Попйорданов                    |
| Учителката по английски                                           | Кристин Бартлет (като Крис Бартлет) |
| Бащата на Верка                                                   | Коста Цонев                         |
| Бащата на Иван (не се появява във филма, но се споменава в титри) | Борис Луканов                       |
| Ге́рмана                                                           | Димитър Горанов                     |
| Надежда Теменугова, чистачката                                    | Надя Тодорова                       |
|                                                                   | Илия Секулов                        |
| Възпитател                                                        | Симеон Алексиев                     |
|                                                                   | Царева Беева                        |
|                                                                   | Теодора Бойнова                     |
|                                                                   | Пеньо Байрамов                      |
|                                                                   | Мартин Атанасов                     |
|                                                                   | Антоний Атанасов                    |
|                                                                   | Любомир Атанасов                    |
|                                                                   | Николай Господинов                  |
|                                                                   | Александра Петрова                  |
|                                                                   | Ирина Марангозова                   |
|                                                                   | Силвия Спасова                      |
|                                                                   | Велислава Петрова                   |
|                                                                   | Кирил Киранов                       |

### Творчески и технически екип
| Сценарий              | Владо Даверов |
| Редактор              | Татяна Георгиева                                                                                                   |
| Режисьор              | Иван Андонов |
| Оператор              | Красимир Костов |
| Художник              | Георги Гуцев |
| Музика                | Кирил Маричков |
| Звукорежисьор         | Михаил Каридов |
| Монтаж                | Албена Катеринска                                                                                                  |
| Костюми               | Мария Миронска |
| Директор              | Иван Петков |
| Втори режисьор        | Лили Станишева |
| Втори оператор        | Пламен Гелинов |
| Грим                  | Юлия Сисакова Маргарита Търкаланова                                                                                |
| Асистент-режисьори    | Роза Милева Пеньо Байрамов Нина Цонкова                                                                            |
| Асистент-оператори    | Димитър Дончев Георги Петров Георги Тренев Румен Златинов                                                          |
| Административна група | Ангел Митев Ани Кабова Кирил Киранов Евгения Манолова                                                              |
| Фотограф              | Ивет Георгиева |
| Реквизит              | Любомир Попов Ангел Ангелов                                                                                        |
| Гардероб              | [[Анелия Дишева |
| Тонтехник             | Крум Крумов |
| Осветление            | Костадин Костадинов                                                                                                |
| Цветен четец          | Евгения Якимова |
| Втори художник        | Юлияна Станева |
| Декори                | Светослав Михайлов                                                                                                 |
| Асистент-монтажисти   | Зоя Кирчева Жанет Ковачева                                                                                         |
| Фарт                  | Емил Нешев |
| Разпространение       | Българска кинематография Българска национална филмотека Студия за игрални филми „БОЯНА“ Творчески колектив „ХЕМУС“ |

## Производство

### Сценарий
Сценарият се основава на романа с автобиографични елементи на българския писател и сценарист Владо Даверов „Вчера“. Преди това, през 1986 година, той написва новелата „Седмица в живота ти“, която е публикувана в списанието „Пламък“. При публикуването ѝ ръководството на езиковата гимназия протестира и заплашва автора, че е навредил на репутацията ѝ.
В романа си Даверов описва училищния живот в първата немска гимназия „Ернст Телман“ (ГЧЕ „Екзарх Йосиф I“) в град Ловеч. По неговите думи той иска да се отърси от „един красив, но тягостен спомен“: Владо е изключен от гимназията заради това, че нацепва чина и запалва печката, за да стопли гаджето си. Този епизод е пресъздаден в лентата като на мястото на Даверов е Иван. Всички случки от филма са базирани на действителни събития. В образа на Ростислав Даверов обединява черти от характерите и образите на Бриго Аспарухов – бивш шеф на българското разузнаване, и на бъдещия банкер Атанас Тилев. Аспарухов завършва немската гимназия в Ловеч и признава, че е прототип и на Иван. Бриго казва, че е автор на текста на истинската клетва, случила се в гимназията. Когато някой нарушава клетвата, учениците прогарят подписа му върху листа със свещ. За прототип на Дана се смята съпругата на Аспарухов, а на ученика Костов – журналистът Борислав Костов.
Образът на директора Цончев (Георги Русев) е съставен от двама действителни директори в немската гимназия: Иван Инджов и Илия Цочев. В образа на учителя по математика Баръмов се превъплъщава Любен Петракиев, който преподава предмета в гимназията. Получава прякоря на персонаж от разказите на Георги Димитров – Любчо Баръмов. Известната реплика от филма „Кон боб яде ли?“ обаче е измислена от учителя по машинознание и стругарство Досю Досев. Петракиев, за разликата от Баръмов, не спира „танцовите забави“, каквито правят по празници в театралния и физкултурния салони в Ловеч.
Първоначално му се обажда режисьорът Васил Живков с покана за екранизация на новелата, която Даверов приема. Сценарият е одобрен от художествения съвет на творческия колектив „Хемус“ в Студията за игрални филми. Следва скандал между Живков и Даверов след което шефът на колектива казва на Иван Андонов, че той може да стане режисьор на филма. Андонов се съгласява, като поставя условие в него да бъдат включени и някои от неговите спомени, и по-специално преживяванията с любимия му албум „The Beatles“, с когото като младеж успява да се сдобие само 3 дни след излизането му. Андонов разказва на Даверов и истинската история на актьора Георги Стаматов, който е и преподавател в театралното училище: раздава се на студентите, но няколко души пишат доноси срещу него и той за дълго време не е приеман никъде. В него се превъплъщава Найденов (Стоян Алексиев).
В продължение на три месеца всеки ден писателят идва с пишещата си машинка в ателието на Андонов. Когато завършват сценария, те се разплакват – усещат, че „са напипали златната жила“.

### Актьорският състав
При подбора на актьорите Андонов избира някои от любимците си: Георги Русев като директор Цончев, Надя Тодорова като чистачка в гимназията и др. Стар приятел на Андонов – режисьорът Никола Рударов, изиграва ролята на учителя по математика Баръмов. Андонов признава, че е впечатлен от епизодичната му роля на оператора във филма „Един снимачен ден“ (Борислав Шаралиев, 1968). Подкрепата и одобрението на режисьора и на снимачния екип помагат на Рударов да изгради по-автентично образа на персонажа си. Ролята на учителката по английски изпълнява шотландката Кристин Бартлет, която преподава езика в софийската английска гимназия.
За ролите на учениците Иван Андонов провежда пробни снимки, на които идват много студенти от Висшия институт за театрално изкуство и младежи от софийските училища. След пробите главно заради лошия си говор Петър „Чочо“ Попйорданов е пратен в масовката като ученик от класа на главните герои. По сценария ролята на ученика Костов е малка, но с импровизациите Чочо дообогатява образа и става равен на Иван и Ростислав. Георги Стайков, по това време дал сериозна заявка за новата звезда на българското кино, е първият млад актьор, за когото Андонов няма колебание. Той го е снимал в малка роля в предишния си филм „Мечтатели“ (1987). Андонов обмисля да му повери ролята на главния герой Иван, но накрая тя е дадена на Христо Шопов. По сценарий главният герой трябва да е загадъчен, което е пълна противоположност на темперамента на Стайков, поради което Андонов му дава ролята на Ростислав. След години Шопов се признава, че срещата му с Андонов е най-важна в актьорската му кариера. В ролята на Дана Андонов си представя студентката във ВИТИЗ Евелина Борисова. Независимо от това Владо Даверов настоява за София Кузева и режисьорът не се съпротивлява. Андонов предлага Светла Тодорова да изпълнява ролята на Марина, която той описва като „приличаща на италианка, загадъчна, подкупваща, още не съвсем станала жена, а пък носеща в себе си нещо от женската стихия“. Сценаристът се съгласява.
Ролята на бащата на Иван е дадена на звездата на Народния театър Борис Луканов. Сцената, в която той обяснява на сина си защо е свален от поста главен редактор в списанието, е заснета, но е изрязана при монтажа, тъй като не отговаря на творческото виждане на Андонов. Това е единствената сцена, заснета извън територията на училището в малка кръчма в Пловдив.

### Снимките
По-голямата част от снимките на „Вчера“ са осъществени през 1987 година в сградата на тогавашното училище за сценични кадри в Пловдив (днес Пловдивска духовна семинария). Даверов гостува на семинарията още когато е английската гимназия. Спалното помещение на учениците е в София, а удавянето е заснето на същото място край Ловеч, където наистина на 18 юни 1965 година се дави 17-годишният ученик в немската гимназия Иван Петров Стоянов от Русе. Андонов изисква да заварят здраво решетката към юзината. Героят на Стайков е повлечен от течението към решетката и изчезва за дълго време. Сред екипа настава паника, скачат и другите водолази. Решетката не е била заварена добре и водолазът е бил повлечен от водата. Младият актьор се спасява само благодарение на добрата си физическа форма. Клетвата учениците дават в самата немска ловешката гимназия, но не прерязват вените си, а избърсват боята от ножа.
Андонов кара актьорите да играят максимално живо и настоява да не правят репетициите вкъщи. Актьорите ходят по график в ателието му, където той работи с всички индивидуално, след което ги събира заедно за някои сцени.
Според идеята на Андонов и оператора Красимир Костов филмът трябва да е издържан в сиво-черна гама, в която да изпъкват човешките лица. Веднъж от лабораторията идва проявена лента и режисьорът решава да си стегне куфарите за София. Красимир завежда Иван в пловдивски ресторант и го нахранва с палачинки. Самият Костов звъни по телефона в лабораторията: оттам обясняват, че е станала грешка и няма да се повтори.

### Музика
Композитор и изпълнител на оригиналната музика на филма е Кирил Маричков от група „Щурците“, който е и брат на Люба – съпругата на режисьора. В началото и края на лентата звучат две песни на „Щурците“, по предложение на Андонов, в изпълнение на актьорите: „Утрото“ и „Клетва“. Даверов написва текста на клетвата за броени минути през нощта, докато слуша български народни песни по радиото. Клетвата отсъства в оригиналния роман – добавена е по инициатива на Андонов. В началото той се обръща към опитни автори на текстове като Михаил Белчев и Миряна Башева, но предложените от тях рими не изразяват идеята на автора.
Накрая Андонов се свързва с Маричков. Той написва мелодията в хола си. Когато Андонов чува песента в негово изпълнение, той се просълзява и казва, че със сигурност песента ще е вечна. „Клетва“ е любимата песен на Кирил Маричков. Във филма песента се изпява от Димитър Горанов (Ге́рмана) и Красимир Ранков (Инспекторът). Самият музикант им дава единствено запис на касета, където музиката е изсвирена на пиано. След девет години Маричков сам изпълнява „Клетва“, записвайки соловия си албум „Зодия Щурец“, а през 2019 година в албума „75“, и „Утрото“.
Освен песни на „Щурците“ във „Вчера“ звучат и парчета на „Бийтълс“ („Happiness Is a Warm Gun“, „Blackbird“, „The Night Before“, „Yesterday“ и „Julia“; „She Loves You“ се изпълнява от актьорите). В един от епизодите на филма звучи валсът „На хълмовете на Манджурия“.

## Прожекцията и популярност
Държавната комисия с председател Николай Хайтов дава на „Вчера“ втора категория, определяйки филма като кичозен. Първият човек, който предусеща зрителския успех на филма, е режисьорът Зако Хеския. Иван Андонов и операторът Красимир Костов гледат част от монтирания филм, когато в залата влиза неканен Хеския. Зако казва на колегата си Андонов, че „този филм ще има страшен успех сред младежите“.
Премиерата на лентата е на 25 януари 1988 година и критичните рецензии са основно позитивните. Музиката на Маричков е определена като „скучна, но за сметка на това продължителна“. Един критик дори не харесва това, че водата в канала по време на сцената с удавянето е прекалено спокойна. След прожекцията Владо Даверов казва на Андонов: „Мани ги тия дърти тенджери, не ги слушай! Филмът е станал…“.
В същото време по кината младежи купуват билети, за да гледат филма по два или три пъти, а абитуриентите се изпращат с песента „Клетва“, въпреки пренебрежението на журито. Репликите от филма също стават култови. През 2015 година „Вчера“ е определен за четвъртия най-велик български филм на столетието след гласуването на зрители в класацията „Лачените обувки на българското кино“ на БНТ, с която се отбелязва стогодишнината на българско кино. Пред "Вчера" са поставени единствено „Време разделно“ (Людмил Стайков, 1987), „Козият рог“ (Методи Андонов, 1972) и „Оркестър без име“ (Людмил Кирков, 1982). По същото време е заснет „филм за филма“ на Светослав Драганов с възпоменанията на Владо Даверов, Христо Шопов, Кирил и Люба Маричкови, а също така и самия Андонов.

## Награди
„Вчера“ получава „Наградата на публиката“ във Варна, „Наградата за сценарий“ на СБФД (1988), „Голямата награда“ в Санремо и „Награда за най-добра режисура“ на МКФ за детско-юношески филми в Москва (1989). На варненския кинофестивал през есента на 1988 година „Вчера“ е подминат от кинаджии и критици, но накрая получава наградата на публиката. Тогава към режисьора се приближава кинокритичката Л. К. и подмята: „Кога пък успяха да изчислят гласовете, та да ти дадат тази награда?! Приеми я като утешителна премия за лошия ти филм…“. Заради всичко това „Вчера“ преминава в първа категория, после получава и международна.

## Продължението на романа
През 2009 година издателство „Сиела" публикува продължение на романа „Вчера" – „Prime Time". Иван Иванов е разказвачът. Също като Даверов той е писател и работи в БНТ като съветник на генералния директор. Романът преразказва битието от живота на Даверов като телевизионен работник в продължение на около осем години. С Иван започва да работи млад професионалист от Америка на име Даниел. Той рано посяга към наркотиците, изключват го от художествената академия и след като печели конкурс за графити, заминава за Америка, където работи в хотел. Среща една жена, българка, чийто баща е дипломат в Щатите. Двамата се връщат и започват работа в телевизията. Останалите персонажи от първия роман са се пръснали по света: Верка Тодорова емигрира, Германов (Ге́рмана) става полковник и после се гръмва, а ученикът Костов е провинциален журналист. Основната тема на „Prime Time” е корупцията в националната телевизия и съвременна българска култура. За илюстриране Даверов използва различни популярни образи: Хари Братинов (Хачо Бояджиев), Даниел Минев, Мими Панова (Лили Попова), Меци Дългия (Слави Трифонов) и самият Иван Иванов.